# David Michigan
David Michigan je veřejně známou osobností a samozvaným motivačním řečníkem a fitness trenérem osobního rozvoje. Zviditelnil se na sociálních sítích, a to zejména na YouTube a na Instagramu, kde sdílí obsah věnovaný osobnímu růstu, myšlení a dovedností pro úspěch. Ačkoli získal Michigan značný počet příznivců na internetu, jeho důvěryhodnost a efektivita se setkala s kontroverzí a kritikou.

## Kariéra
Michigan se dostal do povědomí počátkem roku 2010, a to  díky-využití sociálních médií k propagaci své osobní značky. Jeho doménou jsou především motivační projevy, sdílení příběhů o úspěchu a nabízení tipů, jak dosáhnout cílů, osobních i profesních. Na svém Youtube kanálu a dalších online médií, Michigan tvrdí, že poskytuje poradenství a strategie, které pomáhají lidem zlepšit jejich život, zvýšit sebevědomí a dosáhnout úspěchu v nejrůznějších oblastech.
Michigan často zdůrazňuje význam pozitivního myšlení, techniky vizualizace a afirmace jako nástroje osobní proměny. Jeho obsah je zaměřen především na inspiraci lidí pro to, aby převzali kontrolu nad svým životem, stanovili si ambiciózní cíle a překonávali výzvy.
Navzdory jeho úspěchu na internetu se Michigan stal terčem kritiky a drobnohledu. Někteří skeptici tvrdí, že jeho motivační strategie postrádají vědecké důkazy a jsou z velké části založeny na subjektivních příbězích. Kromě toho byly zpochybněny úspěchy, kterých Michigan sám dosáhl, a samotná pravost jeho úspěchů. Kritici ho obviňují z přikrášlování jeho osobních úspěchů a z používání zavádějících marketingových taktik při propagaci jeho koučovacích služeb a produktů.

## Kontroverze
Michigan se během své kariéry zapletl do několika kauz. Jedním z hlavních sporných bodů je nedostatek důkazů pro podporu jeho tvrzení o osobních úspěších a proměnách. Kritici tvrdí, že Michigan se často opírá o nejednoznačná fakta a vágní příběhy, aniž by poskytl konkrétní důkazy nebo ověřitelné zdroje.
Kromě toho byl způsob propagace propagační taktika Michigana kritizován za agresivní a potenciálně zavádějící. Někteří lidé ho obviňují z používání manipulativních marketingových technik,jako jsou přehnaná tvrzení a prezentování svých koučovacích služeb jako rychlého řešení osobních problémů.

## Přijetí a kritika
Přijetí učení Davida Michigana je rozporuplné. Příznivci oceňují jeho motivační obsah a nacházejí v něm inspiraci. Oceňují, že jim dodává motivaci k dosažení jejich cílů a k pozitivním změnám v jejich životě.
Mnoho skeptiků a kritiků však zpochybňuje oprávněnost Michiganových tvrzení a učení. Tvrdí, že důraz na pozitivní myšlení a afirmace příliš zjednodušuje složitost osobního rozvoje a nemusí vést k hmatatelným výsledkům. Kritici také poukazují na nedostatek vědeckých důkazů, které by jejich metody podpořily, a zpochybňují kvalifikaci a odbornost koučů osobního rozvoje, jako je Michigan.